# Sosiopsila rotunda
Sosiopsila rotunda är en tvåvingeart som beskrevs av Munro 1933. Sosiopsila rotunda ingår i släktet Sosiopsila och familjen borrflugor. Inga underarter finns listade i Catalogue of Life.